# Bobby Bonilla
Pour les articles homonymes, voir Bonilla.
Roberto Martin Antonio Bonilla (né le 23 février 1963 dans le Bronx, New York, États-Unis) est un ancien joueur de baseball américain de descendance portoricaine.
Il joue 16 saisons dans la Ligue majeure de baseball, de 1986 à 2001, et reçoit 6 invitations au match des étoiles. Avec les Pirates de Pittsburgh, il remporte un Bâton d'argent au poste de joueur de troisième but en 1988 et deux Bâtons d'argent comme voltigeur de droite en 1990 et 1991. Il fait partie de l'équipe des Marlins de la Floride championne de la Série mondiale 1997.
De 1992 à 1994, Bobby Bonilla est le joueur le mieux rémunéré du baseball majeur et son équipe, les Mets de New York, le paient plus de 6 millions de dollars par année. En vertu d'une entente contractuelle inusitée négociée après la saison 1999, Bonilla est depuis 2011 payé 1,19 million de dollars le 1er juillet de chaque année, et recevra ce même paiement jusqu'en 2035. Lorsque ce contrat viendra à échéance, les Mets auront payé près de 30 millions de dollars à un joueur à la retraite depuis 2001.

## Carrière

### Débuts
Après l'école secondaire, Bobby Bonilla est ignoré par les dépisteurs de talent et n'est pas choisi au repêchage. À l'invitation de son entraîneur de l'école secondaire, il joint une équipe formée des meilleurs joueurs de ce groupe d'âge choisis à travers les États-Unis pour effectuer une tournée en Scandinavie. C'est durant ce voyage qu'il est remarqué par Syd Thrift, employé et futur directeur général des Pirates de Pittsburgh, dont le fils Jim participe à la tournée. Thrift offre au jeune Bonilla, qui a 18 ans, un premier contrat professionnel avec les Pirates.
Après 5 ans dans les ligues mineures avec des clubs affiliés aux Pirates, Bonilla est sérieusement blessé à la cheville lors d'une collision au champ extérieur. Une promotion vers les majeures semble compromise. En décembre 1985, Bonilla est abandonné par Pittsburgh et réclamé par les White Sox de Chicago au repêchage de la règle 5.

### White Sox de Chicago
Bonilla fait ses débuts dans le baseball majeur avec les White Sox de Chicago le 9 avril 1986. Il dispute 75 parties avec sa première équipe. Le 23 juillet 1986, les Pirates de Pittsburgh font à nouveau son acquisition, offrant en échange aux White Sox le lanceur droitier José DeLeón. 

### Pirates de Pittsburgh
Bonilla rejoint donc les Pirates de Pittsburgh en cours d'année 1986, quelques semaines après les débuts dans les majeures de Barry Bonds. Devenu joueur de troisième but régulier des Pirates, ses performances en défensive laissent grandement à désirer car il commet 67 erreurs en deux saisons, menant tristement les majeures dans cette catégorie avec 32 en 1988 et 35 en 1989. En 1990, le gérant des Pirates, Jim Leyland, déplace Bonilla vers le poste de voltigeur de droite.
Barry Bonds et Bobby Bonilla sont les vedettes incontestées qui transforment une franchise moribonde dans les années 1980 et en font l'une des meilleures des majeures au tournant de la décennie suivante. En 1990 et 1991, les Pirates sont champions de la division Est de la Ligue nationale et cognent à la porte des Séries mondiales, mais subissant l'élimination chaque fois en Série de championnat de la Ligue nationale. Durant celle de 1991 contre Atlanta, Bonilla affiche une moyenne au bâton de ,304 et une moyenne de présence sur les buts de ,448 en 7 matchs. 
En 5 saisons et demie jouée pour Pittsburgh, de 1986 à 1991, Bobby Bonilla compile 868 coups sûrs dont 114 circuits en 843 matchs, avec 500 points produits. Il représente les Pirates au match des étoiles quatre saisons de suite (de 1988 à 1991) et remporte trois Bâtons d'argent : le premier en 1988 comme meilleur joueur de troisième but offensif de la Ligue nationale, et les deux suivants en 1990 et 1991 comme joueur de champ extérieur.
Il connaît des saisons de 100 points produits en 1988 et 1991 et une de 120 points produits - son record personnel - en 1990, saison où il frappe 32 circuits.
En 1991, il frappe pour ,302 de moyenne au bâton avec une moyenne de présence sur les buts de ,391 et mène la Ligue nationale avec 44 doubles.
Les contraintes financières des Pirates de Pittsburgh les empêchent de garder Barry Bonds et Bobby Bonilla lorsque ceux-ci accèdent au statut d'agents libres. En 1990, Bonilla demande aux Pirates un salaire de 1,7 million de dollars, mais après s'être soumis à la procédure d'arbitrage, la somme annuelle de 1,25 million de dollars lui est accordée.

### Mets de New York
Devenu agent libre, Bobby Bonilla rejette l'offre de 18,5 millions de dollars pour 4 saisons que lui proposent les Pirates de Pittsburgh, et signe le 2 décembre 1991 une entente de 29 millions de dollars pour 5 ans, ce qui en fait alors le joueur le mieux rémunéré du baseball mais aussi celui le mieux payé du sport professionnel nord-américain. En comparaison, la masse salariale de l'effectif complet des Pirates en 1991 se chiffrait à 26,1 millions de dollars. Bonilla est le joueur le mieux payé du baseball majeur en 1992 (6,1 millions de dollars), 1993 (6,2 millions) et 1994 (6,3 millions).
Bonilla représente les Mets au match d'étoiles en 1993 et 1995. Il s'agit des dernières de ses 6 sélections en carrière à la classique de mi-saison. Malgré un record personnel de 34 coups de circuit en 1993, Bonilla affiche à New York des statistiques offensives légèrement inférieures à celles compilées durant ses années à Pittsburgh. Son plus haut total de points produits avec les Mets est de 87 en 1993.
Il connaît une excellente première moitié de saison en 1995, alors qu'il compte 18 circuits, une moyenne au bâton de ,325 et une moyenne de puissance de ,599 après 80 matchs. Mais le reste de l'équipe ne joue pas aussi bien et les Mets ont coulé à 21 matchs et demi du premier rang de leur division le 28 juillet lorsqu'ils décident d'échanger Bonilla. Le 28 juillet 1995, New York transfère donc le joueur vedette aux Orioles de Baltimore pour obtenir en retour deux jeunes voltigeurs prometteurs, Alex Ochoa et Damon Buford.

### Orioles de Baltimore
La belle saison 1995 de Bonilla se poursuit à Baltimore de la même manière qu'elle s'était amorcée à New York. En 61 parties chez les Orioles pour terminer l'année, il maintient une moyenne au bâton de ,333 et une moyenne de présence sur les buts de ,392. Son année 1995 se termine avec 28 circuits et 99 points produits en 141 matchs joués et une moyenne au bâton de ,329 qui est la meilleure de sa carrière. Le pari des Orioles d'ajouter Bonilla afin de se qualifier aux séries éliminatoires échoue, mais ils s'y qualifient l'année suivante. Bonilla égale son total de l'année précédente avec 28 circuits en 1996 et ses 116 points produits représentent son second meilleur résultat en carrière. Il ne frappe que 4 coups sûrs en 40 passages au bâton dans les éliminatoires, même si 3 de ces coups sûrs sont des circuits.

### Marlins de la Floride
Le 22 novembre 1996, Bobby Bonilla, redevenu agent libre, signe un contrat avec les Marlins de la Floride, chez qui il retrouve son ancien gérant chez les Pirates, Jim Leyland. 
Après une bonne saison 1997 où il mène les Marlins pour la moyenne au bâton (,297), il fait partie du club champion de la Série mondiale 1997.
Les Marlins procèdent à une vente de feu après la conquête du titre et se débarrassent dans l'année qui suit de tout joueur leur coûtant cher. Dans un échange sans précédent de joueurs dont les salaires additionnés représentent presque 100 millions de dollars à la mi-mai 1998, les Marlins cèdent aux Dodgers de Los Angeles Bonilla, Gary Sheffield, Charles Johnson, Jim Eisenreich et Manuel Barrios en retour de Mike Piazza et Todd Zeile. Ces deux derniers ne compléteront d'ailleurs pas l'année en Floride.

### Dodgers de Los Angeles
Bonilla conclut la saison de baseball 1998 chez les Dodgers de Los Angeles. Les choses se passent plutôt mal, Bonilla critiquant le gérant Davey Johnson, et les Dodgers lui préférant de toute façon le jeune joueur de troisième but et futur joueur étoile Adrián Beltré. Le 11 novembre 1998, les Dodgers transfèrent Bonilla à son ancien club, les Mets de New York, en échange du lanceur de relève Mel Rojas. 

### Retour chez les Mets et contrat à payer jusqu'en 2035
Bonilla est malheureux à son second séjour chez les Mets : il est confiné au banc par le gérant Bobby Valentine et refuse d'obéir à ce dernier lorsque celui-ci veut l'utiliser comme frappeur suppléant. Les Mets ne veulent plus de Bonilla et le libèrent en janvier 2000… mais ils lui doivent toujours 5,9 millions de dollars pour la saison 2000. Ils lui font alors une offre inusitée, négociée avec l'agent de joueurs Dennis Gilbert : cette somme de 5,9 millions lui sera versée seulement à partir de l'an 2011, mais un taux d'intérêt de 8 pour cent y sera annuellement appliqué. Ceci fait grimper la facture des Mets à 29,8 millions de dollars à payer à un joueur pour une saison 2000 qu'il n'a jamais jouée pour l'équipe, et Bonilla touche chaque 1er juillet, de 2011 à 2035, une chèque de 1 193 248 dollars et 20 cents. Ce contrat, qui doit être respecté jusqu'à ce que l'ancien joueur ait 73 ans, a été qualifié de « pire de l'histoire du sport » et de « saint patron des mauvais contrats ».

### Fin de carrière
Bobby Bonilla complète sa carrière de 16 saisons dans les majeures en disputant la saison 2000 avec les Braves d'Atlanta et la saison 2001 chez les Cardinals de Saint-Louis.
En 2 113 matchs joués dans le baseball majeur de 1986 à 2001, Bobby Bonilla compte 2 010 coups sûrs dont 408 doubles et 1 173 points produits. Il a compilé 1 084 points marqués. Sa moyenne au bâton en carrière s'élève à ,279 et sa moyenne de présence sur les buts à ,358.

## Vie personnelle
Bobby Bonilla est le fils de Roberto, un électricien, et Regina, une psychologue, qui quittent Porto Rico pour immigrer aux États-Unis. Il grandit dans South Bronx, à New York, avec deux sœurs jumelles et un frère. Le couple divorce lorsque le jeune Bobby est âgé de 8 ans.
Bobby Bonilla est marié à Madiglia « Millie » Quinones jusqu'à leur divorce en 2009. Le couple, qui se rencontre à l'école secondaire, se marie dans les années 1980 à Porto Rico, où Bonilla joue au baseball durant l'hiver pour reprendre la forme après une blessure à la cheville, et a si peu d'argent à ce moment que c'est le joueur Juan Agosto qui paie pour le contrat de mariage. 
En 1992, le couple met sur pied une œuvre de charité où, pour chaque point produit par Bonilla durant la saison, 500 dollars sont versés à un fonds d'études pour les étudiants des trois écoles du Bronx fréquentées par le joueur dans sa jeunesse ainsi que l'ancienne école de Millie Bonilla.